# Floresta (Piripiri)
Floresta é um bairro da zona noroeste da cidade do Piripiri. Conforme o censo do IBGE de 2010, sua população era de 4.410 habitantes divididos em 2.117 pessoas declaradas masculinas e 2.193 habitantes declaradas femininas (52% de mulheres e 48% de homens). Entre os habitantes do bairro, a maior faixa etária concentra-se nas pessoas de 15 a 64 anos de idade.
A Associação Indígena Itacoatiara com sua grande oca é um dos pontos de destaque o bairro, que é o quarto maior da cidade.